# Prosopocera pujoli
Prosopocera pujoli är en skalbaggsart som beskrevs av Pierre Lepesme och Stefan von Breuning 1956. Prosopocera pujoli ingår i släktet Prosopocera och familjen långhorningar. Inga underarter finns listade i Catalogue of Life.